# Candino
Candino (Candino Watch Co. Ltd.) es una empresa relojera suiza fundada por Adolf Flury-Hug en 1945. Inicialmente registrada como relojería independiente en la comuna de Herbetswil (cantón de Soleura), la compañía fue adquirida en 2002 por la firma española de origen suizo Festina.
Actualmente la compañía cuenta con dos sedes, la primera, en Herbetswil, donde se encuentra el sitio de producción. En esta sede trabajan unos ochenta colaboradores que ensamblan unos dos mil relojes al día. Parece ser que en esta misma comuna, la familia Flury ya se había dedicado a la producción de relojes desde finales del siglo XIX, antes de que el negocio fuera registrado. 
La segunda sede, la sede principal, se encuentra en la ciudad relojera de Biel/Bienne. En dicha sede se encuentra la sede administrativa, financiera, logística, marketing y de exportación. En ella trabajan unas cuarenta personas.
Candino fue inicialmente conocida por la fabricación de relojes para diferentes marcas (marcas privadas) aunque en los últimos años se centró en la producción de relojes Candino.
La marca es comercializada en sesenta y cinco países diferentes; para facilitar la expansión de la marca, Candino ha adoptado el concepto de embajadores. Actualmente la marca tiene una embajadora, Xenia Tchoumitcheva, antigua reina de belleza suiza. Candino también patrocina el Davidoff Swiss Indoors de Basilea, la empresa ha desarrollado una asociación con Swiss Tennis. Candino patrocinó los campeonatos de esquí nórdico de 2005 en Oberstorf.